# 後肢厥陰肝経
後肢厥陰肝経（こうしけついんかんけい）は、経絡の一つ。肝経に属する後肢を流れる陰経の経絡である。人間でいうところの足の厥陰肝経に相当する。

## 後肢厥陰肝経に所属する経穴の一覧
大敦（たいとん）
取穴部位：第1爪内側
主治：緊急時、捻挫、風邪、中毒、腹痛
中封（ちゅうほう）
取穴部位：足首内側前筋
主治：黄疸、捻挫、後肢麻痺、泌尿器疾患
膝関（しつかん）
取穴部位：膝内側後上方
主治：膝部の痛み
肝之兪（かんのゆ）
取穴部位：第6・7肋間肩関節線上
主治：熱病、黄疸、結角膜炎、脾胃虚弱